# Ichneumon ulmanae
Ichneumon ulmanae là một loài tò vò trong họ Ichneumonidae.